# 王玹 (弘治進士)
王玹（1457年—？），山西澤州陽城縣人，軍籍，明朝政治人物。

## 生平
山西鄉試第十八名舉人，弘治十二年（1499年）中式己未科會試第二百七十七名，三甲第五十七名進士。授刑部主事，升郎中，正德五年（1510年）五月出為河南按察司僉事，七年（1512年）四月因在剿賊期間置酒邀宴，被逮問，八月贖杖還職，九年（1514年）五月升山東按察司副使、兵備密雲，十一年（1516年）去職。

## 家族
曾祖王仁和；祖父王興；父王庸，河泊所官。母郭氏。具慶下。兄王玒，弟王璋。